# La Pouquelaye de Faldouet

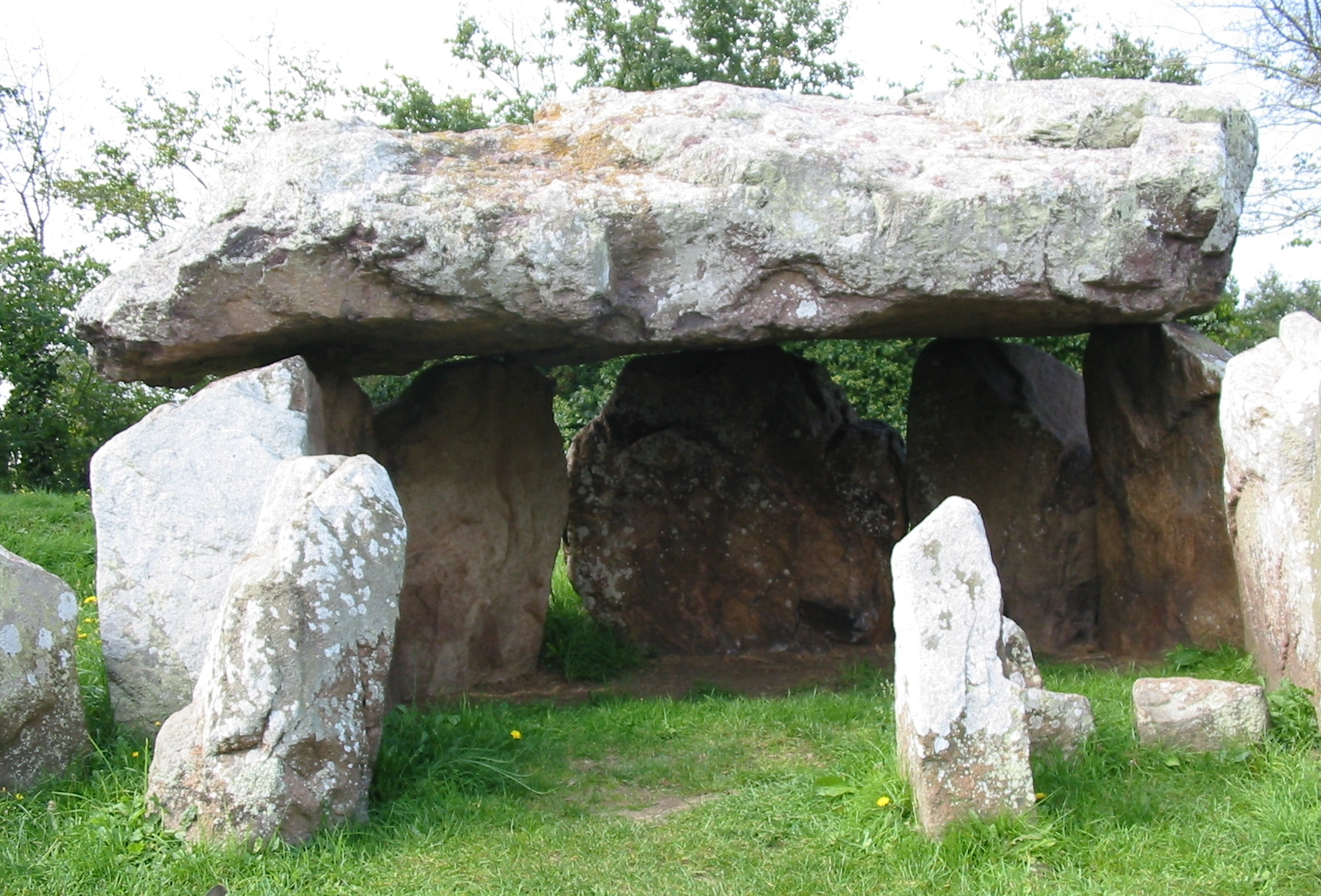
La Pouquelaye de Faldouet

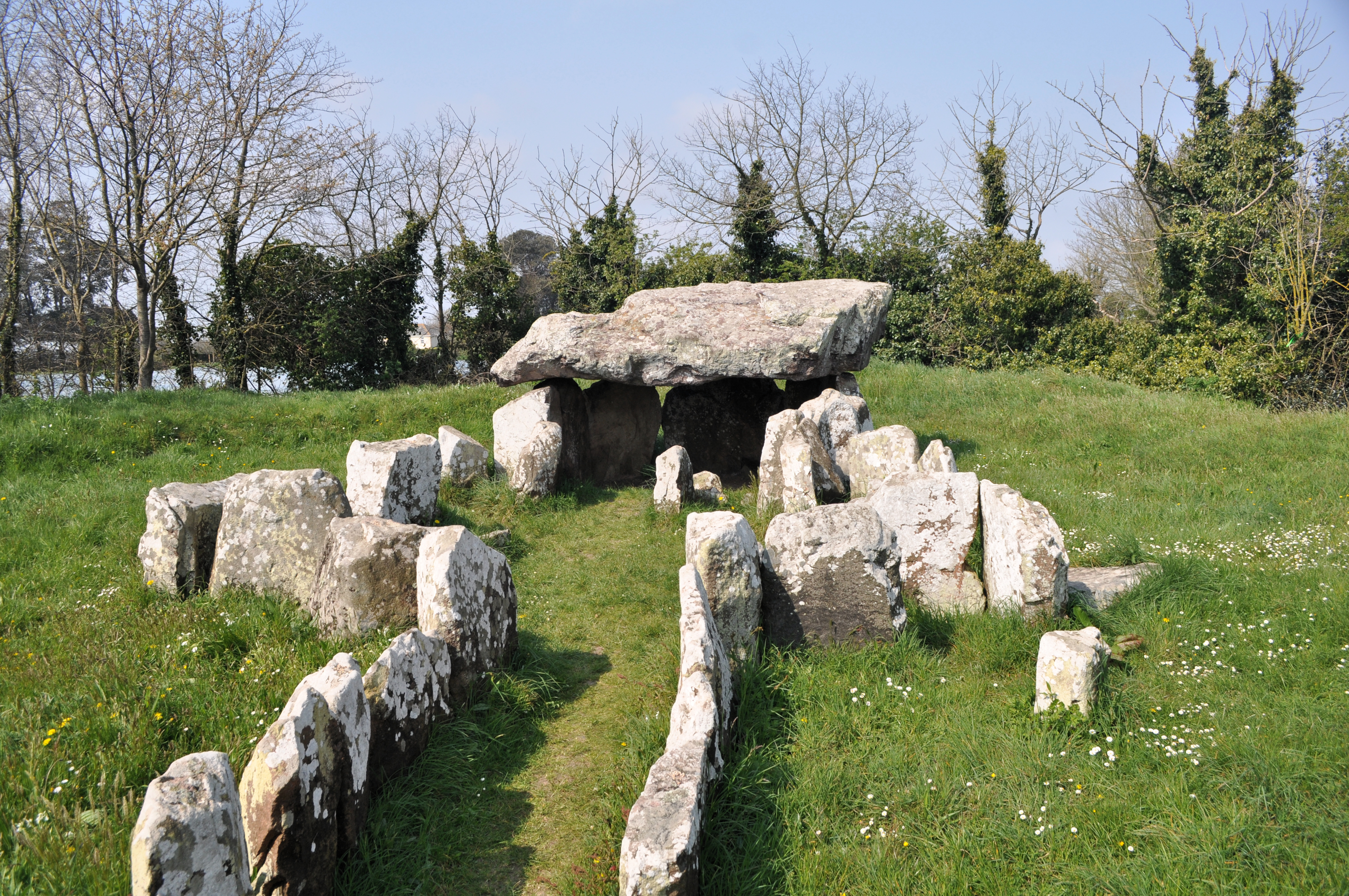
La Pouquelaye de Faldouet

Der Dolmen La Pouquelaye de Faldouet ist nach englischer Nomenklatur ein Passage Tomb. Er liegt in der Pfarrei St. Martin auf der Kanalinsel Jersey. Die Megalithanlage wurde zwischen 4000 und 3250 v. Chr. errichtet. Der Dolmen mit Seitenkammern liegt heute frei. Ehemals war er von einem Tumulus aus Erde und Gras oder einem Cairn aus kleinen Steinen bedeckt.

## Beschreibung
Ein aus 17 Tragsteinen bestehender, etwa fünf Meter langer Gang führt in eine große, runde, oben offene Kammer, hinter der sich eine große aus acht erhaltenen Tragsteinen gebildete und mit einem einzigen Stein gedeckte ovale Endkammer befindet. Der Deckstein wiegt etwa 24 Tonnen und stammt aus einem Rhyolithaufschluss, der etwa 0,5 km nördlich liegt. Drei kleine offene Nebenkammern und zwei kleine Steinkisten liegen an den Wänden der offenen Kammer. Die Steinkisten hatten Decksteine. Der zentrale Bereich von La Pouquelaye de Faldouet wird von zwei Trockenmauern und einem unvollständigen Ring aufrechter Steine umgeben. Es gibt auf Jersey zwei geometrisch etwas unterschiedliche Megalithanlagen, die derartige Bereiche haben (La Pouquelaye de Faldouet und La Hougue des Géonnais); eine weitere wurde nach England verbracht (Le Mont de la Ville). Die Decken dieser großen runden Bereiche können nicht mit großen Steinen abgedeckt gewesen sein. Ihre randständigen Orthostaten sind zu klein (niedrig), um Decksteine der erforderlichen Größe zu stützen. Auch ein Kraggewölbe, wie es zeit- und raumnah in Nordfrankreich zum Einsatz kam, ist hier eher ungeeignet. Es ist zwar denkbar, dass die Kammern Holzdächer hatten, allerdings erbrachten die Ausgrabungen bei La Hougue des Géonnais dafür keine Belege. Die Kammern der Denkmäler waren ggf. unbedeckt und bildeten, während sie in Gebrauch waren, oben offene Arenen. Die Anlage wurde, als sie nicht mehr genutzt wurde, überhügelt.

## Funde
La Pouquelaye de Faldouet wurde in den Jahren 1839, 1868 und 1910 ausgegraben. Dabei fand man menschliche Knochen von mindestens drei Erwachsenen und zwei Kindern, von denen sich eines als vollständiges Skelett in sitzender Position in einer der seitlichen Kammern befand. Ferner wurden drei komplette Schalen, zwei Vasenbasen (auf denen zwei der Schalen standen), eine kleine pigmentierte Tasse, Werkzeuge aus Feuerstein, Steinbeile, Hämmer, sowie Grünstein- und Doleritanhänger gefunden. 
Der Dolmen ist eine von zwei Anlagen auf Jersey, die auf die Tagundnachtgleiche ausgerichtet sind.